# Eupyra pinocha
Eupyra pinocha là một loài bướm đêm thuộc phân họ Arctiinae, họ Erebidae.